# Виленский, Борис Вениаминович
Бори́с Вениами́нович Виле́нский (1 января 1923, Радомышль — 1 февраля 1991, Саратов) — советский учёный-правовед, доктор юридических наук, профессор. Один из основателей науки «история государства и права» в СССР. Основатель кафедры истории государства и права Саратовского юридического института имени Д. И. Курского. Участник Великой Отечественной войны.

## Биография
Борис Вениаминович Виленский родился 1 января 1923 года на Украине в г. Радомышле.
- 1941—1945 годы — участие в Великой Отечественной войне.
- после войны окончил Киевский государственный университет.
- 1952 год — защита кандидатской диссертации на тему: «Образование Молдавской Советской Социалистической Республики» под руководством С. В. Юшкова.
- С 1952 года — работа в Саратовском юридическом институте им. Д. И. Курского.
- 1966 год — защита докторской диссертации на тему: «Судебная реформа и контрреформа в России».
- 1969 год — основывает кафедру истории государства и права.
- 1991 год — издан фундаментальный труд «Российское законодательство X—XX веков: Тексты и комментарии» в 9-ти томах под редакцией Виленского Б. В.

Виленский В. Б. один из первых в СССР заявил о проведении в России в пореформенный период II половины XIX века судебной контрреформы. Принимал участие в дискуссии о природе российского абсолютизма в 60 — 70 годах.
Б. В. Виленским подготовлено более 15 кандидатов юридических наук.
Умер 1 февраля 1991 года в Саратове. Похоронен на Еврейском кладбище.

## Награды
- Орден Отечественной войны I степени (26.12.1985)[3].
- Орден Отечественной войны II степени (23.02.1945)[4].
- Орден Красной Звезды (15.09.1944)[5].
- Медали.

## Публикации

### Книги
- Виленский Б. В. Судебная реформа и контрреформа в России. — Саратов: Приволжское кн. изд-во, 1969. — 400 с.
- Виленский Б. В. Актуальные проблемы историко-правовой науки: межвузовский научный сборник. — Саратов: СГУ, 1982. — 144 с.
- Виленский Б. В. Подготовка судебной реформы 20 ноября 1864 года в России. — Саратов: СГУ, 1963. — 145 с.
- Виленский Б. В. Вопросы истории государства и права. — Саратов: Саратовский юридический институт им. Д. И. Курского, 1969. — Т. 18. — 269 с. — (Учёные записки).
- Виленский Б. В. Лекции по истории государства и права СССР. — Саратов: СГУ, 1985.
- Виленский Б. В. 50 лет Советского союзного государства: сборник статей. — Саратов: СГУ, 1973. — 132 с.
- Виленский Б. В., Черноморец С. А. Организация продовольственного снабжения в 1917—1920 годы: гос.-правовые аспекты. — Саратов: СГУ, 1986. — 126 с.
- Виленский Б. В. и др. Российское законодательство X-XX веков: Тексты и комментарии: в 9-ти томах / ред. Б. В. Виленский. — М.: Юрид. лит., 1991. — ISBN 5726002997.

### Статьи
- Виленский Б. В. Образование Молдавской Советской Социалистической республики Архивная копия от 28 июля 2014 на Wayback Machine: автореф. дис. к.ю.н. / Б. В. Виленский; Министерство высшего образования СССР. Киевский государственный университет им. Т. Г. Шевченко, Кафедра теории и истории государства и права. — Киев, 1951. — 22 с.
- Виленский Б. В. Образование Союза ССР. // 50 лет Советского Союзного Государства. — Саратов, СГУ, 1973. — С. 22-38
- Виленский Б. В. Судебная реформа 1864 г. в России: К 100-летию реформы Архивная копия от 4 марта 2016 на Wayback Machine // Правоведение. — 1964. — № 3. — С. 94-100
- Виленский Б. В. Революционное народничество 70-х годов XIX в. и царский суд Архивная копия от 4 марта 2016 на Wayback Machine // Правоведение. — 1969. — № 2. — С. 122—125
- Виленский Б. В. Судебная реформа и контрреформа в России: автореф. дис. д.ю.н / Московский государственный университет им. М. В. Ломоносова. Юридический факультет. — М., 1966. — 37 с